# The Thirteenth Year
The Thirteenth Year (Brasil: O 13º Aniversário / Portugal: O Filho da Sereia) é o oitavo Filme Original do Disney Channel. Foi lançado em 15 de Maio de 1999 e é uma mistura de comédia e fantasia. O filme foi dirigido por Duwayne Dunham, que dirigiu outros filmes da Disney como Halloweentown.
O filme se tonou a menor audiência de um longa do Disney Channel no ano de 1999, com 3 milhões de telespectadores, nos Estados Unidos  

## Enredo
Cody Griffin foi deixado no barco de seus pais por um estranho quando era bebê. Eles decidiram adotá-lo após ficarem meses esperando seus verdadeiros pais virem o buscar. Estabelece-se como um grande nadador na cidade em que vive, atraindo a atenção de uma garota chamada Sam. Tal como o filme começa, uma grande competição de natação está chegando. Chega em segundo lugar, perdendo de seu principal rival Sean. O dia seguinte é o aniversário de Cody, onde faz um amigo chamado Jess, o gênio da classe (que havia se tornado seu parceiro de biologia no dia anterior). Após o décimo terceiro aniversário de Cody, começa a sentir estranhos sintomas. Ao acordar de manhã, vai desligar o despertador e acaba levando choque. Sem pensar nada sobre o fato, vai para baixo e começa a beber suco de laranja, percebendo que sua mão fica presa ao copo, e tentando soltar recipiente, consegue fazer isso com dificuldade, mas não acha nada em suas mãos que poderiam ter causado tal fato. Depois de concordar em ensinar Jess a nadar, vê que escamas surgem na palma de sua mão e dedos, além de pequenas barbatanas em seus braços.
Mais tarde, Cody segura suas palmas e percebe que as escamas desapareceram. Jess decide fazer alguns testes para descobrir o que está acontecendo com ele. Descobre que Cody pode gerar eletricidade, escalar paredes, falar com peixes, nadar muito rápido, e às vezes, quando se molha, escamas aparecem em suas mãos e braços. Eventualmente, chega a conclusão que Cody está se tornando um tritão. Decide escolher entre ouvir seus pais e não ir para a natação (o que eles desejam para protegê-lo e ninguém mais ver) ou ir para a coisa mais importante e interessante para ele. Decide ir. Ganha na sua categoria e define um novo recorde estadual, mas seu rival avisa sobre suas barbatanas. Cody é forçado a se esconder no teto, usando sua habilidade de escalar paredes. Suspeitando de uma coisa, Jess olha um livro e descobre que uma criança sereia só pode viver em terra até a puberdade, até que as alterações lhe obrigaram a viver de volta para o mar.
Cody acaba mostrando para sua namorada Sam, o que acontece quando ele se molha. Vários acontecimentos ocorrem quando é sequestrado e usado como isca pelo pai de Jess para tentar capturar sua mãe sereia. Jess a liberta após ficar presa em uma rede de pesca, mas sua perna fica presa e ele quase se afoga. No clímax do filme, Cody usa seus "poderes" para curar Jess com um choque, assim como um desfibrilador automático externo vindo de suas mãos. Nesse ponto, os amigos de Cody dizem adeus, suas pernas se transformam em um rabo, e ele retorna para sua mãe no mar. A sereia promete trazê-lo de volta para seus pais adotivos antes das aulas começarem.

## Elenco
- Chez Starbuck - Cody Griffin
- Justin Jon Ross - Jess Wheatley
- Courtnee Draper - Sam
- Brent Briscoe - Grande John Wheatley
- Tim Redwine - Sean Marshall
- Dave Coulier - Whit Griffin
- Lisa Stahl - Sharon Griffin (como Lisa Stahl Sullivan)
- Brian Haley - Técnico
- Karen Maruyama - Sra. Nelson
- Regan Burns - Joe
- Joel McKinnon Miller - Hal
- Richard Tanner - Doutor Schwartz
- Cameron Curtis - Todd
- Craig Hauer - Zach
- Sarah Elizabeth Combs - Heather
- Stephanie Chantel Durelli - Sereia
- Brian Palermo - Iniciante Nº1
- Carl Reggiardo - Iniciante Nº2
- Maliabeth Johnson - Garota Smitten
- Lauren Eckstrom - Garota Espirituosa
- David Reivers - Professor Math
- Vincent Bownman - Perturbador
- Anna Berger - Turista Enfurecido
- Ken Tipton - Pete
- Kristen Stewart - Garota (não fala)